# Nagyar
Nagyar község Szabolcs-Szatmár-Bereg vármegyében, a Fehérgyarmati járásban.

## Fekvése
Szabolcs-Szatmár-Bereg vármegye keleti felében, a Szamosközben fekszik, a Felső-Tisza bal partján.
Szomszédai: észak felől Tarpa, kelet felől Szatmárcseke, délkelet felől Kömörő, dél felől Penyige és Fehérgyarmat, nyugat felől Kisar, északnyugat felől pedig Tivadar.
A környék fontosabb települései közül Fehérgyarmat 10, Szatmárcseke 8, Tarpa 10, Tivadar pedig 5 kilométer távolságra található.

### Megközelítése
A település központján végighúzódik, nyugat-keleti irányban a 4130-as út, ezen érhető el Kisar és Szatmárcseke felől is. Az ország távolabbi részei felől a leginkább kézenfekvő megközelítési útvonala: Fehérgyarmatig a 491-es főúton, majd onnan Kisarig a 4127-es, onnét pedig a 4130-as úton.
Vasútvonal nem érinti, a legközelebbi vasúti csatlakozási lehetőség a Nyíregyháza–Mátészalka–Zajta-vasútvonal Fehérgyarmat vasútállomása.

## Története
Nagyar nevét 1393-ban Nagor, 1436-ban Naghar alakban írták az oklevelekben.  1374-ben a Gutkeled nemzetség-ből származó Kölcsey családbeliek birtoka, ekkor még egyetlen Ar nevű település volt ismert, s így valószínűleg későbbiekben ebből alakult ki, vált kétfelé Kis- és Nagyar.
1387-ben a Matucsinayak birtoka, akik hűtlenségbe estek, és birtokukat a Rozsályi Kúnok és a Szántai Petőfiek kapták, kiktől 1391-ben leányágon a Báthoryakra szállt.
1395-ben Luxemburgi Zsigmond király visszaadta a Matucsinayaknak, s az ő birtokuk volt 1436-ig, ekkor ismét hűtlenségbe estek, s végleg a Báthoryaké lett, s az övék maradt, míg a család Báthory Istvánnal ki nem halt. Ezután a Bethlen, majd a Rákóczi-családé lett, s a szatmári béke után gróf Károlyi Sándor kapta meg.
A 15–16. században részbirtoka van itt még a Rozsályi Kún és a Drágfi családoknak is.
A 18. század végén a Rhédey, Pongrácz, Domahidy, Fogarassy, Csicseri, Ormos, Kisdobronyi, Isaák, Kállay, Schuller és Uray családok voltak itt birtokosok. A 19. század első felében a Luby család és  a Kende család szerezte meg, később Luby Károly, majd Luby Zsigmond  és Géza a tulajdonosa.

## Közélete

### Polgármesterei
- 1990–1994: Fekete Béla (független)[3][4]
- 1994–1996: Fekete Béla (független)[5][6]
- 1997–1998: Balogh Zoltán (MDF-Fidesz-FKgP-KDNP)[7]
- 1998–2002: Balogh Zoltán (MDF-Fidesz-FKgP)[8][9]
- 2002–2006: Balogh Zoltán (MDF)[10][11]
- 2006–2009: Balogh Zoltán (Fidesz)[12][13]
- 2009–2010: Tóthné Guti Ibolya (független)[14]
- 2010–2014: Tóthné Guti Ibolya (független)[15]
- 2014–2018: Tóthné Guti Ibolya (független)[16][17]
- 2018–2019: Bánóczi Lajos (Fidesz)[18]
- 2019–2024: Bánóczi Lajos (független)[19]
- 2024– : Bánóczi Lajos (független)[1]

A településen 2009. november 15-én időközi polgármester-választást (és képviselő-testületi választást) tartottak, az előző képviselő-testület önfeloszlatása miatt. A választáson a hivatalban lévő polgármester nem indult el, posztjáról szoros küzdelem (455 szavazatból mindössze 9 szavazatnyi különbség) döntött a két független jelölt között.
2018. május 27-én ismét időközi polgármester-választást (és képviselő-testületi választást) kellett tartani a településen, ezúttal is a korábbi képviselő-testület önfeloszlatása okán.

## Népesség
A település népességének változása:
| Lakosok száma | 679  | 669  | 677  | 644  | 623  | 633  | 613  |
|               | 2013 | 2014 | 2015 | 2021 | 2022 | 2023 | 2024 |

2001-ben a település lakosságának 98%-a magyar, 2%-a cigány nemzetiségűnek vallotta magát.
A 2011-es népszámlálás során a lakosok 93%-a magyarnak, 15,4% cigánynak mondta magát (7% nem nyilatkozott; a kettős identitások miatt a végösszeg nagyobb lehet 100%-nál). A vallási megoszlás a következő volt: római katolikus 4,1%, református 65,6%, görögkatolikus 2%, felekezeten kívüli 13% (10,8% nem válaszolt).
2022-ben a lakosság 90,7%-a vallotta magát magyarnak, 11,9% cigánynak, 0,3% bolgárnak, 0,2% németnek, 1% egyéb, nem hazai nemzetiségűnek (9,3% nem nyilatkozott; a kettős identitások miatt a végösszeg nagyobb lehet 100%-nál). Vallásuk szerint 2,2% volt római katolikus, 43,7% református, 1,1% görög katolikus, 9,5% felekezeten kívüli (40,3% nem válaszolt).

## Nevezetességei
- Műemlék református templom
- Tájház
- Petőfi-fa: Nagyar határában, a Tisza és a Túr folyó találkozásánál álló öreg kocsányos tölgy, ahol a hagyomány szerint Petőfi Sándor megírta A Tisza című versét.
- Luby-kastély – Luby Géza kastélya

## Híres emberek
- Luby Zsigmond ügyvéd 1819-ben született Nagyarban. Kölcsey Ferenccel állt kapcsolatban, s Obernyik Károly barátja. Az ő fülpösdaróci és nagyari házában vendégeskedett Petőfi Sándor Szatmár vármegyei útjai alkalmával.
- Luby Károly (1830 Nagyar-1907 Szatmár) földbirtokos, geneológiai, heraldikai író. 1872-ben Szatmár vármegye járási gyámnak, 1878-ban levéltárnoknak választotta meg. 1884-től birtokán gazdálkodott. Nagygécen és Nagykárolyban, majd Szatmáron lakott, ahol 1907-ben halt meg. Geneológiával foglalkozott. Nagy Iván Magyarország családai című munkájába számos szatmármegyei nemes család geneológiáját írta meg. A Turul című lapban a Kisrédei Rédey és a Luby család geneológiáját közölte.
- Luby Margit tanár 1885-ben született Nagyarban. Ő gyűjtötte össze a környék néprajzi emlékeit, melyeket máig is forrásmunkának tekintenek.
- Karmacsi Bertalan (Nagyar, 1898. szeptember 26. – Budapest, 1977. augusztus 15.) - kertész, főiskolai tanár.

## Képek

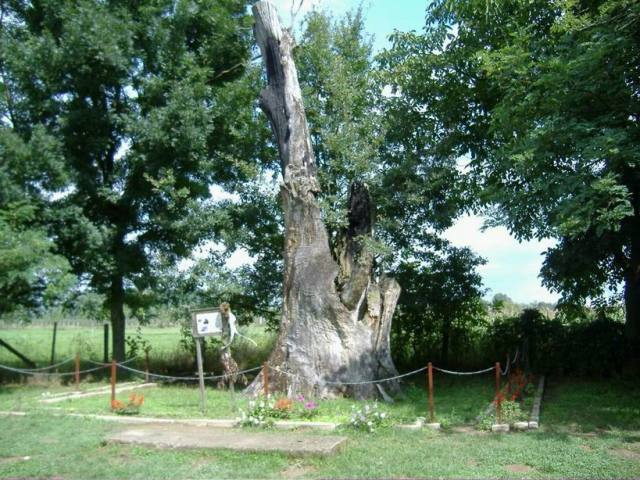
A Petőfi fa, itt írta a költő a Tisza című versét
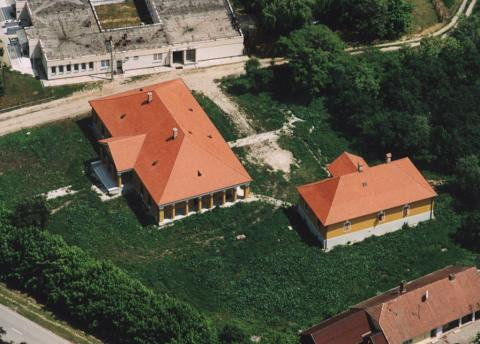
Légi felvétel a település egy részéről
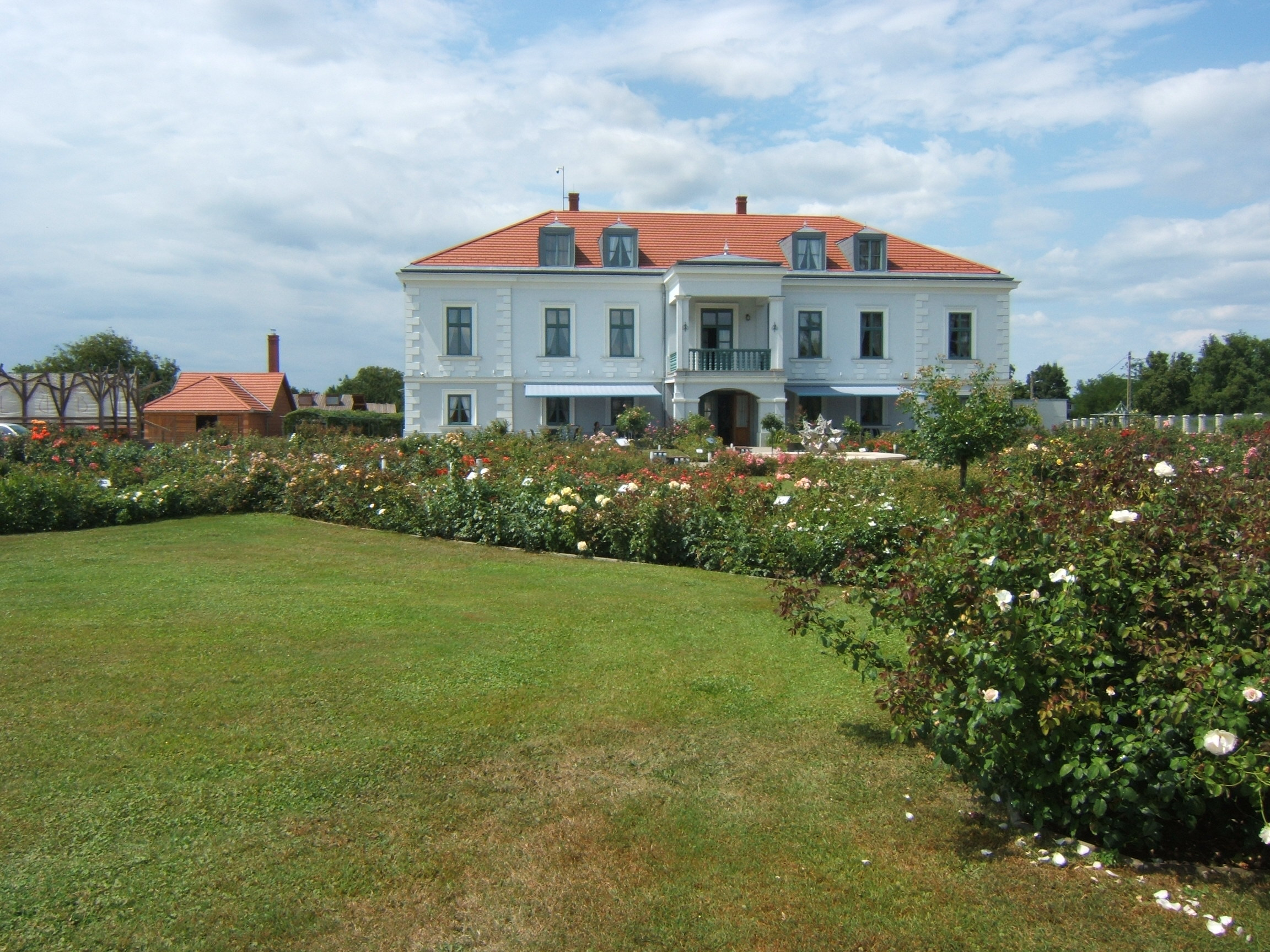
Kastély és rózsakert